# Boda, Rättviks kommun
Boda är en tätort i Rättviks kommun och kyrkby i Boda socken. Den ligger mellan Rättvik och Furudal. Länsväg 301 passerar genom orten. Dalatrafiks busslinje 351 passerar också genom Boda.
SCB:s tätort omfattar byarna Silvberg, Bodbyn och Ovanmyra, den går delvis in i byarna Solberga och Västanå.

## Befolkningsutveckling
| Befolkningsutvecklingen i Boda 1960–2020 | Befolkningsutvecklingen i Boda 1960–2020 | Befolkningsutvecklingen i Boda 1960–2020 | Befolkningsutvecklingen i Boda 1960–2020 | Befolkningsutvecklingen i Boda 1960–2020 |
| ---------------------------------------- | ---------------------------------------- | ---------------------------------------- | ---------------------------------------- | ---------------------------------------- |
|                                          |                                          |                                          |                                          |                                          |
| År                                       |                                          |                                          | Folkmängd                                | Areal (ha)                               |
| 1960                                     | 1960                                     |                                          | 673                                      |                                          |
| 1965                                     | 1965                                     |                                          | 597                                      |                                          |
| 1970                                     | 1970                                     |                                          | 533                                      |                                          |
| 1975                                     | 1975                                     |                                          | 498                                      |                                          |
| 1980                                     | 1980                                     |                                          | 557                                      |                                          |
| 1990                                     | 1990                                     |                                          | 522                                      | 196                                      |
| 1995                                     | 1995                                     |                                          | 550                                      | 207                                      |
| 2000                                     | 2000                                     |                                          | 539                                      | 209                                      |
| 2005                                     | 2005                                     |                                          | 576                                      | 212                                      |
| 2010                                     | 2010                                     |                                          | 541                                      | 211                                      |
| 2015                                     | 2015                                     |                                          | 518                                      | 288                                      |
| 2020                                     | 2020                                     |                                          | 521                                      | 280                                      |
|                                          |                                          |                                          |                                          |                                          |